# National World War II Memorial

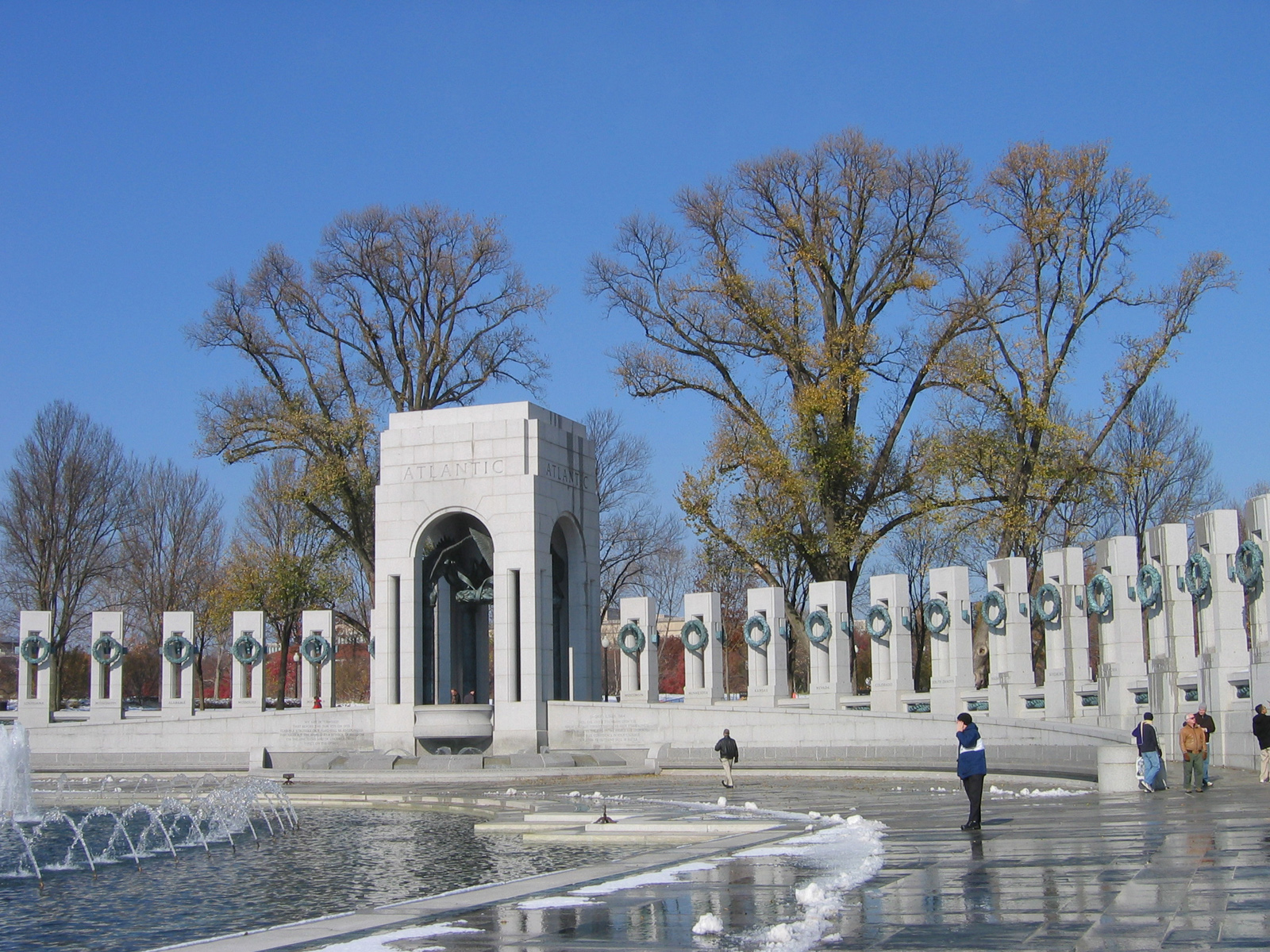
Het National World War II Memorial in Washington, DC

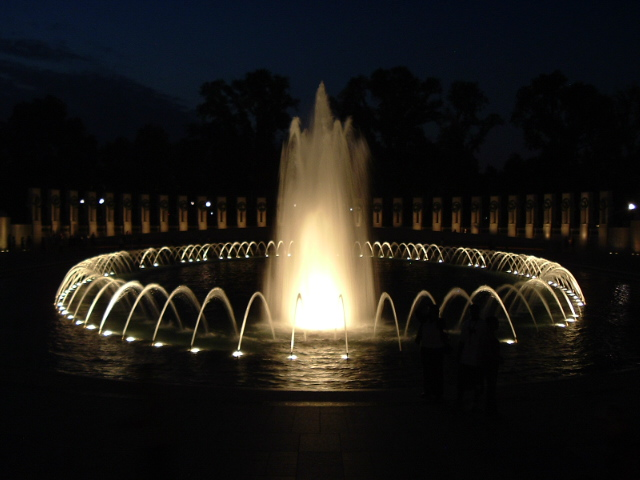
Het National World War II Memorial in Washington, DC

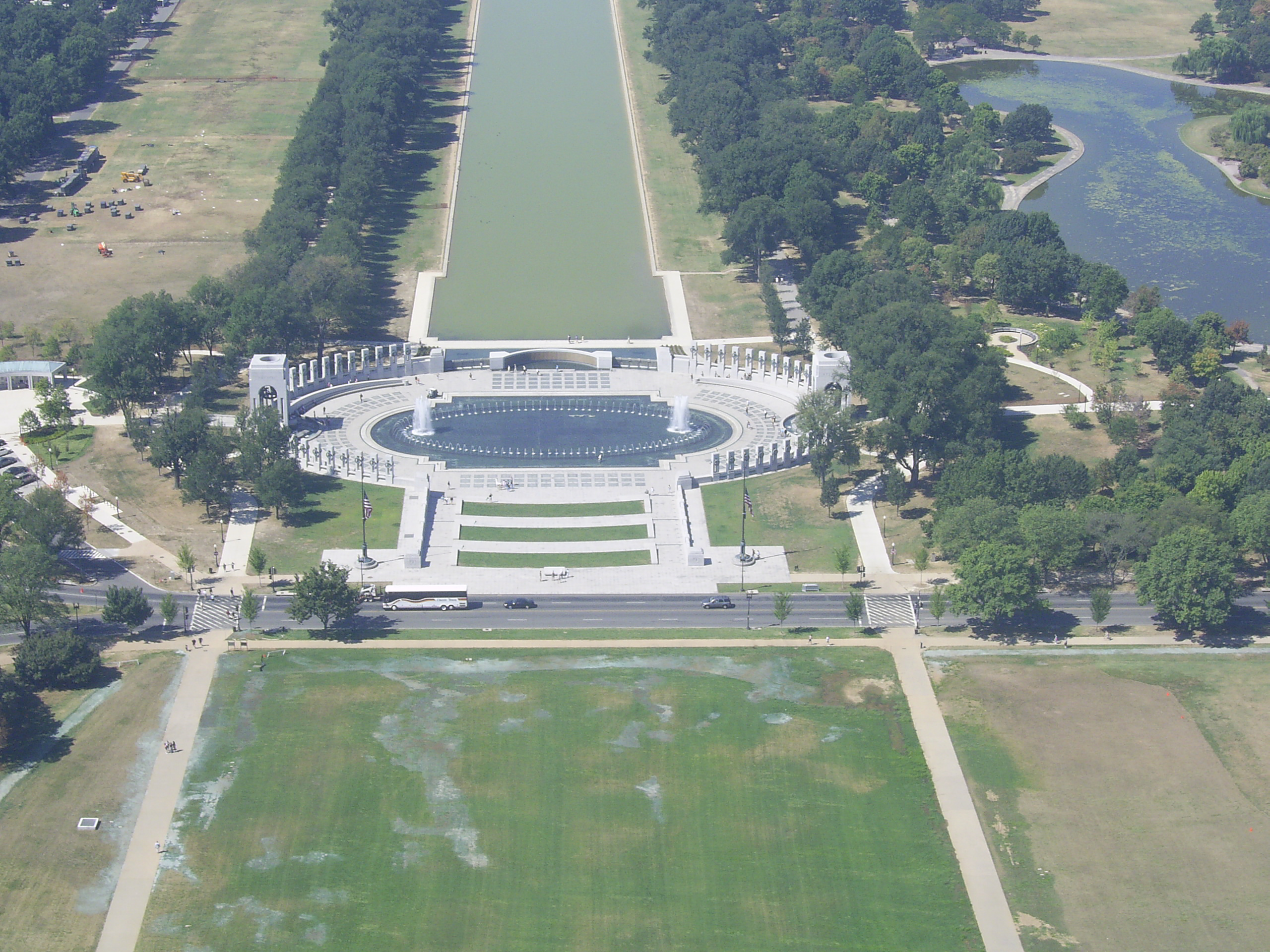
Het monument gezien vanaf het Washington Monument

Het National World War II Memorial in Washington D.C. herdenkt de Amerikaanse burgers die zowel overzees als op het thuisfront in de Tweede Wereldoorlog hebben gediend. Het monument werd op 29 mei 2004 door president George W. Bush onthuld.
Tot de bouw van het monument werd, na diverse mislukte pogingen om een wet hiertoe door het Amerikaanse Congres te loodsen, in 1993 bij wet besloten. In oktober 1995 werd de definitieve locatie voor het monument gekozen, aan de Lincoln Memorial Reflecting Pool tussen Lincoln Memorial en Washington Monument, en 2 jaar later werd na een nationale competitie het ontwerp ervoor vastgesteld.
Het monument bestaat uit 56 pilaren (elk 5 m hoog) die in een cirkel rond een plein zijn opgesteld. Op de pilaren zijn de namen gegraveerd van de 48 staten die tijdens de oorlog lid van de unie waren alsmede de namen van het District of Columbia, Alaska, Hawaï en diverse overzeese gebiedsdelen van de Verenigde Staten. Twee boogconstructies van elk 13 m hoog staan aan weerszijden van het centrale plein met als opschrift Atlantic respectievelijk Pacific, de twee gevechtsterreinen van Europa en Azië bedoelend. Het plein zelf meet 103 m bij 73 m.
Aan het westelijke eind van het monument staat de Freedom Wall, de Vrijheidsmuur, waarop 4.048 gouden sterren iedere 100 gesneuvelde Amerikanen vertegenwoordigen "om de prijs van vrijheid" te herdenken.